# متصالبة
المتصالبة (الاسم العلمي:Crossosoma) هي جنس من النباتات يتبع فصيلة المتصالبية من الرتبة المتصالبيات.

## أنواع
يضم هذا الجنس ثلاثة أنواع هي:
- متصالبة بيغلوفية (الاسم العلمي:Crossosoma bigelovii)
- متصالبة كاليفورنية (الاسم العلمي:Crossosoma californicum)
- متصالبة صغيرة الأزهار (الاسم العلمي:Crossosoma parviflora)